# Xysticus croceus
Xysticus croceus är en spindelart som beskrevs av Fox 1937. Xysticus croceus ingår i släktet Xysticus och familjen krabbspindlar. Inga underarter finns listade i Catalogue of Life.